# Sepekov (železniční zastávka)
Sepekov je železniční zastávka (do roku 2020 i nákladiště), která se nachází v severní části městyse Sepekov v okrese Písek v Jihočeském kraji. Leží v km 23,316 neelektrizované jednokolejné trati Tábor – Ražice.

## Historie
Původní stanice byla vybudována a otevřena státní společností Českomoravská transverzální dráha (BMTB), jež usilovala o dostavbu traťového koridoru propojujícího již existující železnice v ose od západních Čech po Trenčianskou Teplou, z Tábora do Písku, později až do Ražic. Odtud od roku 1868 procházela železnice v majetku společnosti Dráhy císaře Františka Josefa (KFJB) spojující Vídeň, České Budějovice a Plzeň, roku 1872 prodloužená až do Chebu na hranici Německa. Tábor již byl od roku 1871 napojen železnicí stejné společnosti z Českých Budějovic do Prahy.[zdroj?]
Vzhled budovy byl vytvořen dle typizovaného architektonického vzoru shodného pro všechna nádraží v majetku BMTB.[zdroj?]
Českomoravská transverzální dráha byla roku 1918 začleněna do sítě ČSD.
Do roku Sepekov jako nákladiště a také jako závorářské stanoviště, ze kterého bylo ovládáno mechanické přejezdové zabezpečovací zařízení na přejezdu P6254, na které trať křížila silnice III/10549. Přejezd byl nově zabezpečen světelným přejezdovým zabezpečovacím zařízením se závorami, kusá kolej nákladiště zrušena včetně odbočné výhybky č. 1 a výhybky č. 2, kterou byla dříve napojena vlečka.

## Popis
Zastávka je vybavena jednostranným nástupištěm s výškou 550 mm nad temenem kolejnice a délkou 90 m. Zastávka je na trati Tábor–Ražice mezi železničními přejezdy P6254 a P2653.
Pravidelně v Sepekově zastavují spěšné vlaky mezi Táborem a Strakonicemi, osobní vlaky z Tábora do Písku, o víkendech do Ražic a zpět. Všechny vlaky jsou vedeny motorovými vozy 842.[zdroj?]